# Косорукость
Косору́кость (лат. manus vara, manus valga) — заболевание, выражающееся в устойчивом отклонении кисти от продольной оси предплечья.

## Виды косорукости
Как правило, косорукость представляет собой врождённое заболевание — «врождённая косорукость». Врождённая косорукость подразделяется на лучевую косорукость, связанную с проблемами предродового развития лучевой кости или ассоциированных сухожилий, и локтевую косорукость, связанную с проблемами предродового развития локтевой кости и сухожилий. В первом случае кисть руки выглядит вывернутой вперёд, а во втором — назад. Лучевая косорукость случается относительно редко — один раз на 55 тысяч младенцев, а локтевая косорукость ещё реже — в разных регионах от 4 до 10 раз реже, — чем лучевая косорукость. Оба вида врождённой косорукости нередко ассоциируются с другими патологиями, причём в случае локтевой косорукости это случается чаще.
Ещё реже встречается приобретённая косорукость, которая, как правило, развивается только в результате травмы или запущенного воспалительного процесса.

## Терапия
В случаях врождённой косорукости современная западная медицина рекомендует хирургическое вмешательство в годовалом возрасте. В зависимости от вида патологии кости используются разные типы операций, часто используется аппарат Илизарова.
В СССР, как правило, до 3—4 лет проводили консервативное лечение, включающее различные виды физиотерапии. Если такое лечение не давало результатов, назначалась хирургическая операция.